# Regierungsbezirk Mainz
Der Regierungsbezirk Mainz war zwischen 1848 und 1852 ein Regierungsbezirk im Großherzogtum Hessen.

## Geschichte

### Gründung
Die Revolution von 1848 im Großherzogtum Hessen führte auch zu einer Verwaltungsreform, weil die bis dahin bestehenden mittleren Verwaltungsebenen, Kreise und Provinzen, von den Bürgern als Instrumente staatlicher Unterdrückung wahrgenommen wurden. Diese Verwaltungsebenen wurden abgeschafft und durch zunächst zehn Regierungsbezirke ersetzt. Die neue Struktur trat zum 21. August 1848 in Kraft.
Der Regierungsbezirk Mainz entstand dadurch, dass das Gebiet der bisherigen Provinz Rheinhessen umfirmierte. Der Regierungsbezirk Mainz war von der Fläche her also identisch mit der Provinz.

### Organe

#### Regierungskommission

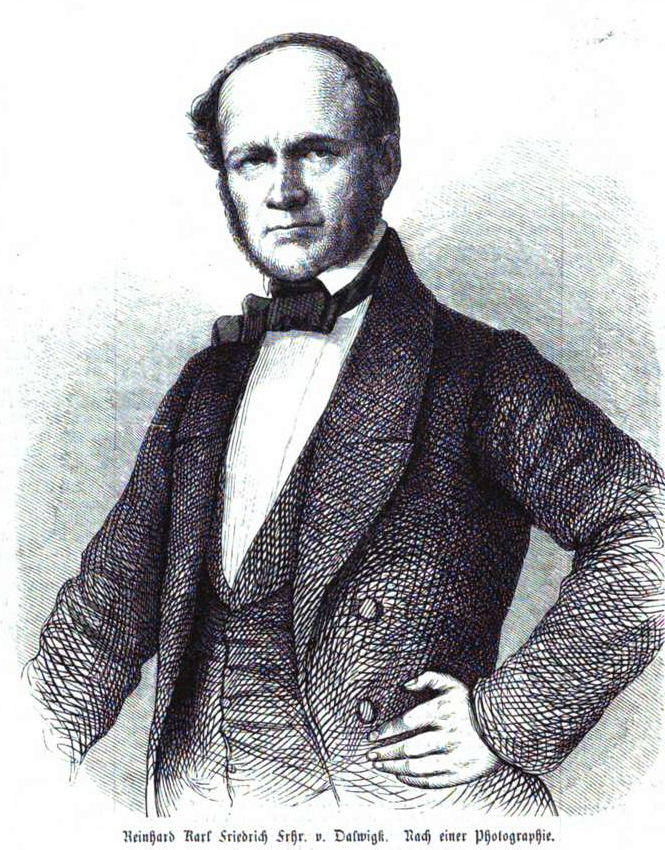
Reinhard von Dalwigk, Dirigent der Regierungskommission

Die Regierungskommission des Regierungspräsidiums Mainz wurde gebildet aus:
- Reinhard Carl Friedrich von Dalwigk als Dirigent, zuletzt Provinzialkommissar von Rheinhessen
- Franz Heinrich Wolfgang Betz, zuletzt Fiskalanwalt in Mainz[5]
- Philipp Jäger, zuletzt Sekretär der Provinz Rheinhessen[6]
- Daniel Müller, zuletzt Sekretär der Provinz Rheinhessen[7]
- Carl Friedrich Parcus, zuletzt Sekretär des Kreises Worms
- Carl Wilhelm Philipp Schmidt, zuletzt Sekretär des Regierungsbezirks Darmstadt (ab 1850)

#### Bezirksrat

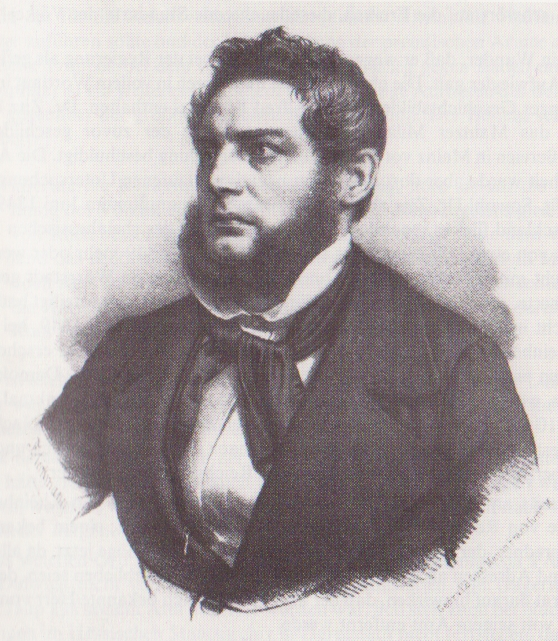
Franz Heinrich Zitz, Präsident des Bezirksrats

Neben der Regierungskommission gab es in jedem Regierungsbezirk einen Bezirksrat. Der Bezirksrat in Mainz hatte 24 Mitglieder. Davon kamen drei aus der Stadt Mainz, 21 aus einer entsprechenden Zahl von Wahlbezirken, in die der Regierungsbezirk eingeteilt war. Die Wahl wurde bis zum 22. November 1848 durchgeführt und endete mit einer Dreiviertel-Mehrheit für die Demokraten, die 18 der 24 Sitze errangen. Als der Bezirksrat am 29. November 1848 zusammentrat, wurde der profilierte, linke Mainzer Rechtsanwalt Franz Heinrich Zitz zum Präsidenten gewählt. Er war zugleich Abgeordneter in der Zweiten Kammer der Landstände des Großherzogtums Hessen und in der Nationalversammlung war.

### Weitere Entwicklung
Mit Zitz als einem Exponenten der Linken an der Spitze des Bezirksrats und Dalwigk, einem Exponenten der Konservativen an der Spitze der Regierungskommission, war Konfrontation vorprogrammiert. Bereits am zweiten Sitzungstag des Bezirksrates stellte Philipp Wittmann den Antrag, der Bezirksrat möge „darauf hinwirken, daß der als volksfeindlich bekannte Herr von Dalwigk von seinem Amt entfernt werde“ – selbstverständlich erfolglos, da darüber der Bezirkstag gar nicht zu befinden hatte, von Dalwigk über beste Kontakte zu Regierung und Hof in Darmstadt verfügte und im Zweifelsfall von Dalwigk den Bezirksrat vertagen konnte.
Die Größe des Bezirks erwies sich aber als zu umfangreich. Deshalb wurde 1850 der südliche Teil, die ehemaligen Kreise Alzey und Worms, als Regierungsbezirk Worms abgetrennt und verselbständigt. Durch diese Neuorganisation musste auch der Bezirksrat neu gewählt werden.
Nachdem Reinhard Carl Friedrich von Dalwigk am 30. Juni 1850 zum Innenminister berufen worden war folgte ihm als Dirigent der Regierungskommission in Mainz Karl Schmitt.

### Ende
Nach dem Sieg der Reaktion wurde der Regierungsbezirk Mainz 1852 wieder aufgelöst, und die alte Struktur wieder hergestellt. Die wiederhergestellte Provinz Rheinhessen umfasste so die Kreise Alzey, Bingen, Mainz, Oppenheim und Worms.